# Анроде
Анроде (нем. Anrode) — община в Германии, в земле Тюрингия.
Входит в состав района Унструт-Хайних.  Население составляет 3320 человек (на 31 декабря 2010 года). Занимает площадь 52,43 км².